# 伊希施泰特
伊希施泰特（德語：Ichstedt，發音：[ˈɪçʃtɛt]）是德国图林根州基夫霍伊瑟县曾经的一个市镇，面积9.7平方千米，2017年12月31日人口为578人。2019年1月1日，伊希施泰特与市镇灵莱本并入市镇巴特弗兰肯豪森。